# Kallur Road, Chincholi
Kallur Road là một làng thuộc tehsil Chincholi, huyện Gulbarga, bang Karnataka, Ấn Độ.